# 栗山政五郎
栗山 政五郎（くりやま せいごろう、1868年〈明治元年〉9月 - 没年不明）は、日本の政治家。碑衾町会議員、地主。

## 人物
農業を営み、地主であった。住所は東京目黒区大岡山。

## 家族・親族
栗山家
当家は吉良氏の家臣筋にあたるとされ、『新編武蔵風土記稿』にも「奮家百姓九郎右衛門」として、「今村の組頭なり、彼の先祖は栗山勘解由某と云て、
吉良家に仕えし者にて、世々此所に居れり云々」とある。